# Tubérculo genital
Un tubérculo genital, tubérculo fálico o estructura clitorofálica es una masa de tejido presente en el desarrollo del sistema reproductor de los amniotas. Se forma en la región ventral y caudal de los embriones de mamíferos de ambos sexos, y finalmente se convierte en un falo primordial. En el feto humano, el tubérculo genital se desarrolla alrededor de la cuarta semana de gestación y, en la novena semana, se reconoce como clítoris o pene. Esto no debe confundirse con el tubérculo sinusal, que es una proliferación de endodermo inducida por los conductos paramesonéfricos. Incluso después de que se desarrolla el falo (ya sea un cuerpo del pene o un cuerpo del clítoris), el término tubérculo genital permanece, pero solo como el extremo terminal del mismo, que se convierte en el glande del pene o el glande del clítoris.
En el desarrollo del feto masculino, los dos lados del tubérculo se acercan ventralmente formando un tubo hueco que encierra la uretra masculina. Las dos alas del glande se fusionan en la línea media formando el tabique del glande. En el feto femenino, el tubérculo se une a los pliegues vestibulares que permanecen sin fusionar formando los labios menores y el vestíbulo vaginal entre ellos. El tubérculo genital es sensible a la dihidrotestosterona y rico en 5-alfa-reductasa, por lo que la cantidad de testosterona fetal presente después del segundo mes es un factor determinante importante del tamaño del falo al nacer.